# Hertzka Veronika
Hertzka Vera, született Tóth Veronika (Budapest, 1933. december 13. – 2024. január 2.) Balázs Béla-díjas magyar filmvágó.

## Élete
A Szilágyi Erzsébet Gimnáziumban érettségizett. 1967–70 között végezte el a Színház- és Filmművészeti Főiskolát az első vágó osztályban. Már a főiskola előtt is a Magyar Televíziónál dolgozott.
Karrierje során számon neves rendezővel dolgozott együtt, többek között Nemere Lászlóval, Szőnyi G. Sándorral, Dömölky Jánossal és Szántó Erikával. 
Vágói munkásságáért 1991-ben Balázs Béla-díjat kapott.

## Díjai, elismerései
- Balázs Béla-díj (1991)

## Filmjei

### Vágóként
- A szibériai nyuszt (2005)
- A Valencia rejtély (1995)
- A kert (1994)
- Boldog békeidők (1992)
- Nem érsz a halálodig (1990)
- Gaudiopolis – In memoriam Sztehlo Gábor (1989)
- Hét akasztott története (1989)
- Küldetés Evianba (1988)
- Elysium (1987)
- Magyar karrier (1987)
- Optimisták (1981-1985)
- A hattyú halála (1985)
- A világítóhajó (1985)
- A béke szigete (1983)
- Hetedik év (1983)
- Bolondnagysága (1982)
- A hamu alatt (1982)
- Négy csend között a hallgatás (1981)
- A siketfajd fészke (1981)
- Hívójel (1980)
- Prolifilm (1980)
- Holtodiglan (1980)
- Ússzatok, halacskák! (1980)
- Nincs visszaút (1979)
- Úszó jégtáblák (1978)
- Mire a levelek lehullanak... (1978)
- A hiba (1978)
- Szerelem bolondjai (1977)
- Segítsetek, segítsetek! (1977)
- Tizenegy több mint három (1976)
- Zöld dió (1976)
- Gyémántok (1976)
- Kántor (1976)
- A bohóc felesége (1975)
- Az egyezkedő (1975)
- Ficzek úr (1974)
- Próbafelvétel (1974)
- Gúnyos mosoly (1974)
- Egy ember és a többiek (1974)
- A lámpás (1973)
- Házasságtörés (1972)
- György barát (1972)
- Fekete macska (1972)
- Angyal a karddal (1972)
- Széchenyi meggyilkoltatása (1971)
- Neveletlenek (1971)
- Aszfaltmese (1971)
- Oda-vissza (1971)
- Kulcs a lábtörlő alatt (1971)
- Elindult szeptemberben (1970)
- Tizennégy vértanú (1970)
- Kedd, szerda, csütörtök (1970)
- Valaki a sötétből (1970)
- Víz (1969)
- Régen volt háború (1969)
- Pokoli mennybemenetel (1969)
- Borotva éle (1969)
- Melánia három esküvője (1969)
- Két hétfő emléke (1968)
- Hajnali komédia (1968)
- Párbeszéd tangóval (1968)
- Marokkói mátkapár (1968)
- Wengráf (1968)
- Türelmetlen szeretők (1968)
- A sofőr visszatér (1968)
- Az élő Antigoné (1968)
- Vigyori (1968)
- Postaláda (1967)
- Telefon (1967)
- Karinthy (1967)
- A szerelem törékenysége (1967)
- Ketten (1967)
- Ez az én otthonom (1967)
- Távolsági történet (1966)
- Én, Strasznov Ignác, a szélhámos (1966)
- Búcsú a kikötőben (1966)
- Karácsonyi vőlegény (1966)
- Énekes madár (1966)
- A száguldó riporter (1966)
- Hölgyfodrász (1966)
- Az igazságtevő (1966)
- A bunda (1966)
- Jövedelmező állás (1965)
- A vörös vendégfogadó (1965)
- A gyűrű (1965)
- Amerikából jöttem (1965)
- Svéd gyufa (1965)
- Dongó (1965)
- A magándetektív (1964)
- Lázadás reggelig (1964)
- Menazséria (1964)
- Nem értem a nőket... (1963)